# Хималайска цивета
Хималайската цивета (Paguma larvata) е вид хищник от семейство Виверови (Viverridae). Възникнал е преди около 0,13 млн. години по времето на периода кватернер. Видът не е застрашен от изчезване.

## Разпространение и местообитание
Разпространен е в Бруней, Бутан, Виетнам, Индия (Андамански острови), Индонезия (Калимантан и Суматра), Камбоджа, Китай, Лаос, Малайзия (Западна Малайзия, Сабах и Саравак), Мианмар, Непал и Тайланд.
Обитава градски и гористи местности, национални паркове, планини, възвишения, храсталаци, крайбрежия и плажове в райони с тропически климат, при средна месечна температура около 17,6 градуса.

## Описание
На дължина достигат до 63,3 cm, а теглото им е около 4,3 kg.
Продължителността им на живот е около 18 години. Популацията на вида е намаляваща.